# اسود توماس
اسود توماس (انگلیسی: Aswad Thomas؛ زادهٔ ۹ اوت ۱۹۸۹) یک بازیکن فوتبال اهل بریتانیا است.
از باشگاه‌هایی که در آن بازی کرده‌است می‌توان به باشگاه فوتبال آکرینگتون استنلی، باشگاه فوتبال بارنت، باشگاه فوتبال گریمسبی تاون، باشگاه فوتبال چارلتون اتلتیک، باشگاه فوتبال براینتری تاون، باشگاه فوتبال لوس، باشگاه فوتبال وودکینگ، و باشگاه فوتبال وودکینگ، و باشگاه فوتبال دوور اتلتیک اشاره کرد.